# Araranguá Esporte Clube
O Araranguá Esporte Clube é um time de futebol amador da cidade de Araranguá, localizada no sul de Santa Catarina. Foi fundado no dia 30 de Junho de 1981. Disputou em diversas oportunidades a segunda divisão estadual profissional.

## História
O futebol foi no início do século XX, ao lado do remo, uma das atividades esportivas mais praticadas em Araranguá. Com o advento desses esportes na região surgiu o Fronteira Foot Ball Clube, oficialmente criado em 1º de setembro de 1932. O primeiro clube da cidade a se destacar foi o Campinas, que atuou em 1939 no primeiro campeonato da AESC – Associação Esportiva Sul Catarinense, hoje Liga Tubaronense de Futebol. Em 21 de julho de 1948 é fundado o Grêmio Esportivo Araranguaense, clube que disputou algumas edições do campeonato catarinense profissional na década de 1950. A união do Grêmio Esportivo Araranguaense com o Fronteira Futebol Clube deu origem ao Grêmio Fronteira, sede esportiva dos clubes de futebol. O Araranguá Esporte Clube surgiu em 3 de junho de 1981, estreando cinco anos mais tarde no futebol profissional, tendo como sede, o mesmo Grêmio Fronteira. Palco dos espetáculos futebolísticos, o estádio reunia diversas pessoas – que na falta de arquibancadas – se equilibravam como podiam para espiar do lado de fora o espetáculo dos gramados.
Assim que estreou nos gramados o Araranguá Esporte Clube tornou-se campeão. O ano era o de 1988, quando então conquistou a primeira colocação na segunda divisão do campeonato catarinense. Mas os tempos de glória estavam só começando. Três anos mais tarde, em 1991, o Araranguá se sagrou vencedor da Copa Santa Catarina. O título foi conquistado diante do Figueirense, no estádio Orlando Scarpelli, em Florianópolis.
Também disputou durante 5 anos consecutivos a elite do futebol catarinense, com destaque à campanha de 1993, quando alcançou a quarta colocação.
Em 1995 o clube licenciou-se do futebol profissional, retornando no futebol amador em 2014 com a conquista da Segunda Divisão da LARM (Liga Atlética da Região Mineira), vencendo o Turvo por 2 x 1 na cidade de Turvo. Em 2017, após vencer a primeira divisão da LARM, tornou-se a maior potência do futebol amador do sul do estado. O clube pretende se profissionalizar novamente no ano de 2020, após a conclusão do estádio municipal.

Escudo Antigo

O AEC planeja voltar a disputa de torneios profissionais desde 2017, o único impecilio é que mesmo após quase 6 anos, as obras do Estádio Municipal de Araranguá ainda não estavam concluídas. O planejamento do clube é entrar na disputa da Série C agora que o estádio está concluído.

## Estádio
Durante o período em que o Araranguá E.C jogou no futebol profissional os jogos em casa eram realizados no estádio Grêmio Fronteira, localizado na Avenida XV de Novembro, no centro da cidade. Com a demolição do estádio no centro da cidade em 1995, o Araranguá desde 2014 vem mandando seus jogos em vários campos diferentes.
Em seu retorno ao futebol amador, começou mandando seus jogos no CT Emerson Almeida, no bairro Mato Alto, em Araranguá, onde mandou seus jogos no ano de 2014 e 2015. Durante o ano de 2016 exerceu o mando de campo no Estádio da Casa Lar, no Bairro Polícia Rodoviária da cidade de Araranguá. Já no ano de 2017 jogou no Estádio Dite Freitas, que fica no Bairro Morro dos Conventos, também na cidade de Araranguá. A partir do ano de 2018 começou a mandar deus jogos no Estádio Municipal Antonio da Rocha, que fica na cidade de Maracajá.
Estava em construção o Estádio Municipal de Araranguá, com recursos captados pelo poder público municipal e que vai servir ao AEC. O projeto foi aprovado em 2015 pela Caixa Econômica Federal e mas obras só começaram no ano de 2016. O investimento é de R$ 4,2 milhões. O futuro estádio localiza-se no antigo campo de aviação, na zona Sul de Araranguá, e terá capacidade para 1,2 mil torcedores e um gramado de 100 x 65, mais vestiários, pista atlética e salas de apoio. A inauguração do estádio aconteceu no dia 1 de abril de 2023.

## Títulos
| Estaduais           | Estaduais                                | Estaduais           | Estaduais           |
|                     | Competição                               | Títulos             | Temporadas          |
|                     | Copa Santa Catarina                      | 1                   | 1991                |
|                     | Campeonato Catarinense - Série B         | 1                   | 1988                |
| Regionais estaduais | Regionais estaduais                      | Regionais estaduais | Regionais estaduais |
|                     | Competição                               | Títulos             | Temporadas          |
|                     | Campeonato Regional da LARM - 1° Divisão | 1                   | 2017                |
|                     | Campeonato Regional da LARM - 2° Divisão | 2                   | 2014\|2023          |
| ------------------- | ---------------------------------------- | ------------------- | ------------------- |

## Participações
| Competição     | Competição | Temporadas | Melhor campanha    | Estreia | Última | P | R |
| Santa Catarina | Série A    | 7          | 5º colocado (1993) | 1989    | 1995   |   |   |
| Santa Catarina | Série B    | 3          | Campeão (1988)     | 1986    | 1988   | 1 |   |